# Gmina Dębowa Łąka
Die Gmina Dębowa Łąka ist eine Landgemeinde im Powiat Wąbrzeski der Woiwodschaft Kujawien-Pommern, Polen. Ihr Sitz ist das gleichnamige Dorf mit etwa 750 Einwohnern (2005) im Kulmerland (polnisch Ziemia chełmińska).

## Gemeinde
Zur Landgemeinde Dębowa Łąka gehören acht Ortsteile mit einem Schulzenamt:
- Dębowa Łąka (Dembowalonka bis 1907, dann Wittenburg in Westpreußen)
- Kurkocin (Wimsdorf; bis 1863 Kurkoczyn)
- Lipnica (Lindhof; bis 1864 Gut Lipnitza)
- Łobdowo (Lobedau; bis 1907 Lobdowo)
- Małe Pułkowo (Polkau; bis 1905 Klein Polkau; bis Ende 19. Jh. Klein Pulkowo)
- Niedźwiedź (Bahrendorf)
- Wielkie Pułkowo (Groß Pulkowo; 1942–1945 Großpolkau)
- Wielkie Radowiska (Groß Radowisk; 1942–1945 Reddewisch)

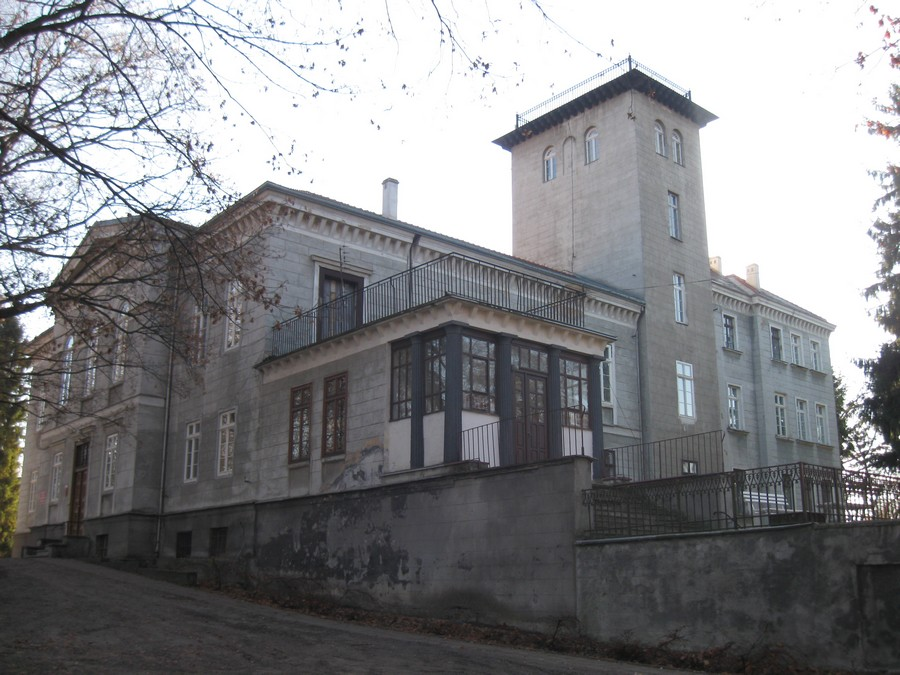
Herrenhaus Dembowalonka, 2011

## Evangelisches Predigerseminar Dembowalonka
Nachdem der altpreußische Evangelische Oberkirchenrat (EOK) für angehende Pastoren nach dem Abschluss des Theologiestudiums eine einjähriges Lehrvikariat verbindlich machte, richtete die Evangelische Landeskirche der älteren Provinzen Preußens 1898 im Herrenhaus Dembowalonka das Predigerseminar ein. Gründungsdirektor wurde Paul Gennrich. Nach Abtretung Westpreußens an Polen 1920 und Übergang Dębowa Łąkas an die Woiwodschaft Pommerellen zog das Predigerseminar 1921 ins Johannesstift (Berlin) und 1923 weiter in die Kückenmühler Anstalten.